# Abington Abbey
Abington Abbey (irisch Mainister Uaithne; anglis. als Woney; Owney) ist eine ehemalige Zisterziensermönchsabtei bei der Stadt Limerick im County Limerick am Ufer des Flusses Mulkear, einem Nebenfluss des Shannon, in der Nähe des Friedhofs von Abington.

## Geschichte
Das Kloster wurde 1196 in Wyresdale in Lancashire in England von Theobold Walter, dem Butler von Irland und Bruder des Erzbischofs von Canterbury, Hubert Walter, gestiftet und vor 1204 an die Ostküste der Insel Arklow verlegt. Von dort erfolgte 1205 eine weitere Verlegung nach Abington. Theobold Wolter wurde 1206 in Abington beigesetzt. Mutterkloster war entweder Furness Abbey oder das Kloster Savigny. Das Kloster gehörte jedenfalls der Filiation der Primarabtei Clairvaux an. Die Familie Mulryan hatte großen Einfluss auf das Kloster, was zu Beschwerden des Konvents führte. 1540 wurde die Abtei in ein weltliches Kollegium umgewandelt, dessen Propst der letzte Abt John O’Mulryan war. Schon 1553 erhielt jedoch Walter Aphoell die Güter der Abtei, auf den 1562 Peter Walsh folgte. Die Abtei hatte noch bis 1557 einen Konvent. 1684 wird nochmals ein Abt von Abington genannt. Im 18. Jahrhundert wurde die Abtei abgebrochen und ein Herrenhaus wurde errichtet, das jedoch nicht mehr vorhanden ist.

## Bauten und Anlage
Von der Anlage ist nichts mehr erhalten.